# Poletne olimpijske igre 1904
Poletne olimpijske igre 1904 (uradno Igre III. olimpijade) so potekale leta 1904 v St. Louisu (Misuri, ZDA). 
Sprva je bilo načrtovana, da bodo igre potekale v Čikagu (Illinois), toda pozneje so spremenili prizorišče. Na teh olimpijskih igrah so prvič podeljevali zlato kolajno za 1. mesto, srebrno za drugo in bronasto za 3. mesto. (Prej so podeljevali samo srebrno medaljo za 1. mesto).